# Potomida littoralis
Potomida littoralis е вид мида от семейство Unionidae. Видът е застрашен от изчезване.

## Разпространение и местообитание
Разпространен е в Алжир, Армения, Гърция (Егейски острови), Израел, Йордания, Испания, Ливан, Мароко, Палестина, Португалия, Сирия, Тунис, Турция и Франция.
Обитава крайбрежията и пясъчните дъна на сладководни басейни, реки и канали.

## Описание
Популацията на вида е намаляваща.